# Eisenbahnunfall von Amagasaki

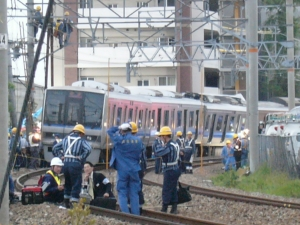
Das hintere Ende des entgleisten Zuges der Baureihe 207

Der Eisenbahnunfall von Amagasaki (japanisch: JR福知山線脱線事故 / jeiāru-fukuchiyama-sen dassen jiko / Entgleisungsunfall an der JR-Fukuchiyama-Linie), ereignete sich wegen überhöhter Geschwindigkeit am 25. April 2005 um 9:18 Uhr in Amagasaki, Präfektur Hyōgo, Japan. Bei dem Unfall kamen 107 Personen ums Leben.

## Ausgangslage
Auf der Fukuchiyama-Linie befindet sich zwischen dem Bahnhof Tsukaguchi und dem Bahnhof Amagasaki eine enge Kurve, in der eine Geschwindigkeitsbeschränkung von 70 km/h bestand.
Ein mit rund 700 Fahrgästen besetzter Schnellzug der Eisenbahngesellschaft JR Nishi-Nihon (JR West) fuhr hier auf den Bahnhof Amagasaki zu. Er hatte am Bahnhof Itami den Haltepunkt überfahren, zurücksetzen müssen und dadurch eine Verspätung von 80 Sekunden eingefahren. Der 23-jährige Triebfahrzeugführer versuchte nun – bei einem sehr knapp gestalteten Fahrplan –, aus Angst vor Konsequenzen die Verspätung durch höhere Geschwindigkeit wieder aufzuholen.

## Hergang
Der Zug durchfuhr die Kurve, wohl um die Verspätung aufzuholen, mit 116 km/h Geschwindigkeit, 46 km/h über der maximal erlaubten Geschwindigkeit. Das führte zunächst dazu, dass dessen Fahrzeuge nur noch mit den Rädern der linken Seite, der äußeren Seite der Kurve, die Schienen berührten. Der Triebfahrzeugführer erkannte wohl die stark überhöhte Geschwindigkeit und führte eine Bremsung mit der Betriebsbremse durch, ohne eine Schnellbremsung einzuleiten. Wahrscheinlich um eine zusätzliche Meldung zu vermeiden, da ihm schon wegen der geringen Verspätung eine strenge sowie unbeliebte Nachschulung drohte. Der Zug entgleiste. Die ersten beiden Wagen des Zuges stürzten ins Erdgeschoss eines angrenzenden Mehrfamilienwohnhauses.

## Folgen
107 Menschen im Zug kamen ums Leben, darunter auch der Triebfahrzeugführer, 549 wurden verletzt. In dem Mehrfamilienwohnhaus wurde niemand verletzt.
Der Abschlussbericht der Untersuchungskommission für Luftfahrt- und Zugunglücke wies dem Lokomotivführer des Zuges die Hauptverantwortung zu, bemängelte aber auch zu knapp kalkulierte Fahrpläne und mangelhafte Fahrerausbildung. Die Kommission forderte die JR Nishi-Nihon auf, ihre Fahrerausbildung zu verbessern und beim Erstellen von Fahrplänen erhöhte Rücksicht auf die Sicherheit zu nehmen.
Im Juli 2009 klagte die Bezirksstaatsanwaltschaft Kōbe (Kōbe chihō kensatsu-chō) den Präsidenten von JR Nishi-Nihon, Masao Yamazaki, wegen fahrlässiger Tötung an. Yamazaki erklärte daraufhin seinen Rücktritt, bestritt aber eine juristische Verantwortung. Der Prozess gegen Yamazaki begann im Dezember 2010. Im Januar 2012 wurde er freigesprochen.